# Lastovski dijalekt
Lastovski dijalekt ili jekavski čakavski dijalekt je jedan od dijalekata čakavskog narječja.
Govori se na području otoka Lastova.
Govor sadrži sličnosti s govorima južnočakavskih dijalekata, a glavna razlika je prijelaz jata u je (kao i u Dubrovniku čiji je dio Lastovo dugo bilo).: čime slijedi hr. standard.
S obzirom na mali broj govornika, Josip Lisac ga stavlja na status jezične oaze, a ne dijalekta.